# Едвард Томпсон
Е́двард Па́лмер То́мпсон (англ. Edward Palmer Thompson; 3 лютого 1924 — 28 серпня 1993) — видатний англійський історик, публіцист, літератор, соціаліст-теоретик і учасник антивоєнних демонстрацій. Зробив значний внесок у розвиток британського й загалом західного марксизму, а також у формування британських «нових лівих», беручи активну участь у дискусіях в британському марксистському середовищі в 50—80-і роки XX ст. Найбільш відомий як автор історичних праць про радикальні суспільні рухи в Британії кінця XVIII — початку XIX ст., зокрема «Становлення англійського робітничого класу» (1963). Він також автор відомих біографій Вільяма Морріса (1955) і Вільяма Блейка (1993), а також науково-фантастичної сатири — роману «Документи Сікаоса» (The Sykaos Papers).

## Біографія
Народився в Оксфорді в сім'ї місіонерів-методистів. Батько, Едвард Джон Томпсон був поетом, перекладачем з бенгальської мови і автором біографії Рабіндраната Тагора. Старший брат Едварда Палмера — лінгвіст і офіцер Вільям Френк Томпсон — теж був членом Комуністичної партії Великої Британії, але був схоплений і вбитий болгарськими поліцаями під час зв'язкової операції на підтримку болгарських партизан-антифашистів.
В 1941 році Едвард Томпсон залишив школу, щоб воювати у Другій світовій війні. Він служив у танковій частині в італійській кампанії і, зокрема, брав участь у битві при Монте-Кассіно.
В 1946 році Е. П. Томпсон разом з Ериком Гобсбаумом, Крістофером Гіллом, Родні Гілтоном, Доною Торр та іншими брали участь у створенні Групи істориків Комуністичної партії Великої Британії, яка з 1952 року видавала журнал із соціальної історії Past and Present (Минуле і сучасне). В 1948 одружився з історикинею-комуністкою Дороті Тауерс.
Покинув Комуністичну партію Великої Британії після угорських подій 1956 року, виступав з позицій «соціалістичного гуманізму» проти низки її політико-ідеологічних постулатів і практичних кроків (зберігши при цьому хороші наукові й людські стосунки з деякими її членами: зокрема з іншим видатним британським істориком-марксистом Еріком Гобсбаумом). В той же час Томпсон послідовно критикував політику Лейбористської партії Великої Британії, а також перебував у радикальній опозиції до консервативно-неоліберального повороту, який здійснювався урядом прем'єр-міністра Маргарет Тетчер у 1980-ті роки (тетчеризм). Зокрема, він був активним учасником і спікером антиядерного руху в той період.
Е. П. Томпсон стояв біля витоків британських академічних лівих журналів «The New Reasoner», «Socialist Register» і «New Left Review» (від редакції якого він, зрештою, відійшов уже в середині 1960-х, після полеміки з Перрі Андерсоном). Звільнившись в 1971 році з Йоркського університету на знак протесту проти комерціалізації академії, він продовжував читати лекції як запрошений професор (у тому числі в США), але ще активніше виступав з полемічними статтями. В «Бідності теорії» (1978) він різко полемізував зі школою структуралістського марксизму Луї Альтюссера, відстоюючи гуманістичне прочитання марксизму й принципи історичного матеріалізму.
Найважливішою історичною концепцією, яка принесла Томпсону визнання в науковому середовищі й справила помітний вплив на сучасну британську марксистську історіографію є його концепція «моральної економіки», яка включала в себе народні уявлення про те, що законно і що незаконно, уявлення про традиційні господарські функції, і специфічні зобов'язання окремих членів суспільства. Сукупність цих уявлень Томпсон називає «моральною економікою бідних» (англ. moral economy of the poor). Грубі порушення основних моральних принципів, які стосувались виробництва і торгівлі викликали заворушення настільки ж часто, як і злидні. Аналіз вимог бунтівників і їхніх дій показує, що головною їхньою метою було відновлення суворого дотримання норм цієї «моральної економіки».

## Праці
- William Morris: Romantic to Revolutionary. London: Lawrence & Wishart, 1955.
- The Making of the English Working Class. London: Victor Gollancz, 1963.
- Whigs and Hunters: The Origin of the Black Act. London: Allen Lane, 1975.
- The Poverty of Theory and Other Essays. London: Merlin Press, 1978.
- Writing by Candlelight. London: Merlin Press, 1980.
- Customs in Common: Studies in Traditional Popular Culture. London: Merlin Press, 1991.
- Witness Against the Beast: William Blake and the Moral Law. Cambridge: Cambridge University Press, 1993.
- Making History: Writings on History and Culture. New York: New Press, 1994.
- Beyond the Frontier: the Politics of a Failed Mission, Bulgaria 1944. Rendlesham: Merlin, 1997.
- The Romantics: England in a Revolutionary Age. Woodbridge: Merlin Press, 1997.

Переклади українською
- Утопія з-за ґратами (1979) [Архівовано 4 липня 2018 у Wayback Machine.]
- Передмова до «Створення англійського робітничого класу»